# Punkt zapalny
Punkt zapalny (jap. 3-4X10月 3-4x jūgatsu) – japoński film z 1989 r. Drugi w  reżyserskim dorobku Takeshiego Kitano i pierwszy, do którego samodzielnie napisał scenariusz.